# Aeroportul Florida Keys Marathon
Aeroportul Florida Keys Marathon (IATA: MTH, ICAO: KMTH, FAA LID: MTH) este un aeroport din Comitatul Monroe, Florida, Florida, Statele Unite ale Americii. Aeroportul a fost tranzitat în 2019 de 84 de pasageri.
Situat la o altitudine de 2 m, aeroportul dispune de 1 pistă.

## Infrastructură

### Piste
Aeroportul dispune de o singură pistă. Pista 7/25 are suprafața de asfalt și dimensiunile 5.008 picioare × 100 picioare. 